# 7972 Mariotti
7972 Mariotti eller 1174 T-1 är en asteroid i huvudbältet som upptäcktes den 25 mars 1971 av den nederländsk-amerikanske astronomen Tom Gehrels och det nederländska astronomparet Ingrid van Houten-Groeneveld och Cornelis Johannes van Houten vid Palomarobservatoriet. Den är uppkallad efter den franske astronomen Jean-Marie Mariotti.
Den tillhör asteroidgruppen Themis.